# Platycephala giganta
Platycephala giganta är en tvåvingeart som beskrevs av Cherian 1978. Platycephala giganta ingår i släktet Platycephala och familjen fritflugor. Inga underarter finns listade i Catalogue of Life.